# Podocarpus trinitensis
Podocarpus trinitensis é uma espécie de conífera da família Podocarpaceae.
Apenas pode ser encontrada em Trinidade e Tobago.